# Heteroconger canabus
Heteroconger canabus is een  straalvinnige vissensoort uit de familie van zeepalingen (Congridae). De wetenschappelijke naam van de soort is voor het eerst geldig gepubliceerd in 1974 door Cowan & Rosenblatt.
De soort staat op de Rode Lijst van de IUCN als Onzeker, beoordelingsjaar 2007.